# Guerra del Ferrocarril del Erie

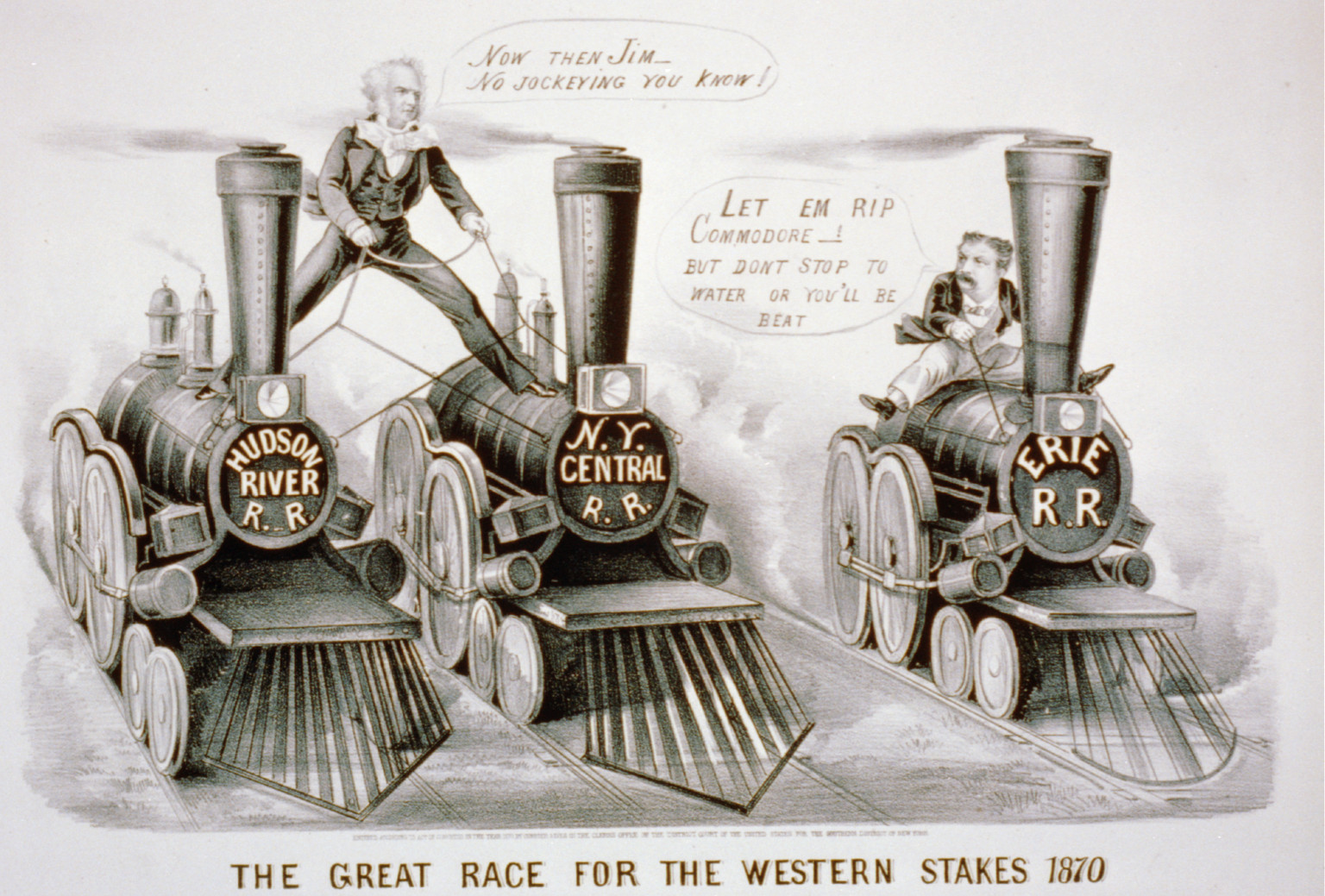
Viñeta satírica sobre la competencia entre los ferrocarriles de Nueva York

La Guerra del Ferrocarril del Erie (Erie War, en inglés) fue un conflicto del siglo XIX entre financieros estadounidenses por el control de la Compañía de Ferrocarriles del Erie, propietaria y operadora del ahora extinto Ferrocarril del Erie (1832-1960). Construido con fondos públicos recaudados por impuestos y en terrenos donados por funcionarios públicos y desarrolladores privados, a mediados de la década de 1850 el ferrocarril estaba mal administrado y muy endeudado. Un ganadero convertido en banquero y corredor de Wall Street, Daniel Drew, prestó inicialmente 2 millones de dólares al ferrocarril y luego adquirió el control de la compañía. Acumuló una fortuna manipulando hábilmente las acciones del Ferrocarril del Erie en la Bolsa de Nueva York.
Cornelius Vanderbilt, que se había propuesto construir un imperio ferroviario, vio múltiples oportunidades comerciales y financieras en los ferrocarriles, y en 1866 decidió acaparar el mercado de acciones del Erie, comprando silenciosamente títulos de la compañía. Después de lograrlo, Vanderbilt permitió que Drew permaneciera en la junta directiva en su anterior cargo de tesorero.

## Accionesremojadas
Entre 1866 y 1868, Daniel Drew conspiró con James Fisk y Jay Gould, a quienes trajo a la junta, para emitir acciones espurias del Erie Railroad, "diluyendo" el valor de las acciones, de las que el desprevenido Cornelius Vanderbilt compró una gran cantidad. Vanderbilt perdió más de 7 millones de dólares en su intento de recuperar el control de la Erie Railway Company, aunque más tarde Gould devolvería la mayor parte del dinero bajo la amenaza de un litigio. Como resultado, Vanderbilt cedió el control del ferrocarril al trío formado por Drew, Fisk y Gould. Involucrados con la corrupta maquinaria del partido político demócrata en Tammany Hall, nombraron a Boss Tweed director del Ferrocarril del Erie. Tweed (que posteriormente murió en prisión por malversación de fondos y fraude), a cambio aprobó en Albany una legislación estatal favorable para sus tres socios, legalizando las acciones recién emitidas. 
Gustavus Myers, un historiador estadounidense y muckraker, escribió en su estudio sobre las fortunas ferroviarias en los Estados Unidos:

El año 1868 resultó ser especialmente agitado para Vanderbilt, involucrado en una lucha desesperadamente tortuosa con Gould. En vano sus agentes y representantes derramaron montones de dinero para comprar votos legislativos lo suficiente como para derrotar la aprobación del Proyecto de Ley que legalizaba la emisión fraudulenta de acciones de Gould. Los miembros de la Legislatura aceptaron de forma impasible el dinero de los dos bandos. Gould apareció personalmente en Albany con una cartera que contenía 500.000 dólares en billetes, que se distribuyeron rápidamente. Un senador, como reveló un comité de investigación, aceptó 75.000 dólares de Vanderbilt y luego 100.000 de Gould, conservó ambas sumas y votó con las fuerzas dominantes de Gould.
Gustavus Myers

Pero en 1870, Fisk y Gould traicionaron a Drew, manipulando nuevamente el precio de las acciones del Ferrocarril del Erie, haciéndole perder 1,5 millones de dólares. El pánico de 1873 le costó aún más, y en 1876, Drew se declaró en bancarrota, con deudas superiores a un millón de dólares y sin activos viables. Murió en 1879, dependiendo de su hijo para su sustento. 
Gould finalmente obtuvo ventaja en el conflicto, pero tuvo que renunciar al control en 1872-73, tras perder 1 millón de dólares en acciones del Ferrocarril del Erie a manos del estafador británico Lord Gordon Gordon. La opinión pública también fue hostil contra Gould, debido a su participación en el colapso del mercado de valores del Viernes Negro de 1869. En 1878, tras la serie de fraudes financieros y debido a la continua mala gestión, la Compañía del Ferrocarril del Erie se declaró en bancarrota y se reconstituyó como New York, Lake Erie y Western Railway Company .